# Blauer. USA

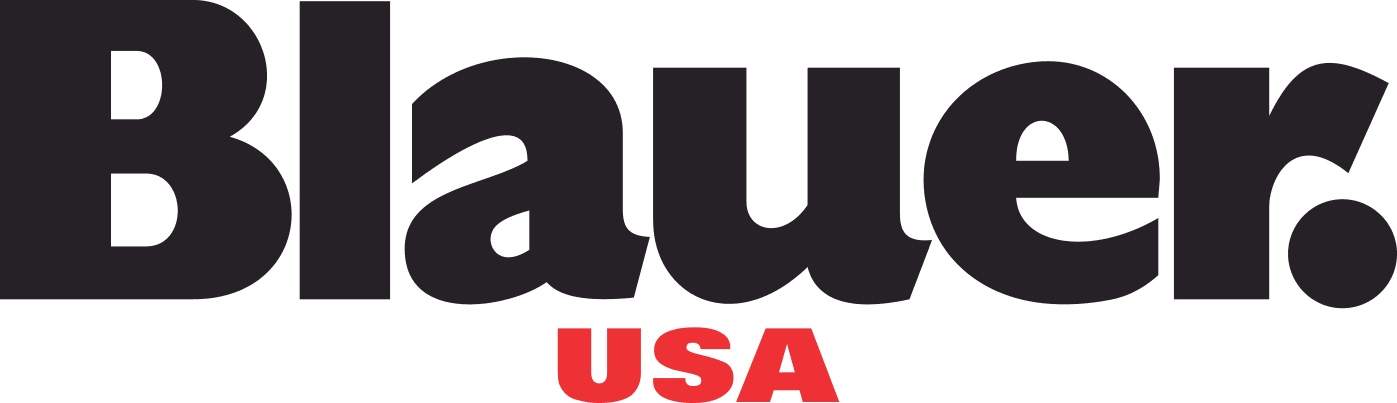
Das Logo der Marke

Blauer. USA ist eine italienische Modemarke im gehobenen Preissegment, die vor allem für Jacken bekannt ist. Die Mode-Kollektionslizenzen besitzt die italienische FGF Industry SpA.

## Geschichte
Die Marke Blauer. USA entstammt dem 1936 in Boston gegründeten US-amerikanischen Berufsbekleidungshersteller Blauer, der auf die Produktion technischer Kleidung für das Polizeikorps spezialisiert ist. Kunden finden sich auch in ausgewählten Bereichen der US Army, wie beispielsweise Offiziere der US Navy, Secret Service des Weißen Hauses oder unter Feuerwehrleuten und Rangers.
Seit 2001 gehört die Exklusivlizenz und das Distributionsrecht für die Modesparte von Blauer der FGF Industry SpA, die Blauer. USA im internationalen Modemarkt platziert hat. 2017 hat die FGF Industry SpA 50 Prozent der Marke gekauft. Die wichtigsten Absatzmärkte sind Deutschland, Spanien und Russland, gefolgt von Ost- und Nordeuropa.

## Produkte
Blauer. USA produziert Herren-, Damen- und Kinderkollektionen für Winter, Übergang und Sommer. Kennzeichen der Marke sind die sportlichen, am typisch amerikanischen Stil orientierten Kleidungsstücke. Zum Sortiment gehören eine Vielfalt an Jacken, vor allem Daunenjacken, aber auch Shirts, Hosen, Schuhe und andere Basics. Gedeckte Farbtöne, naturnahe Materialien und sehr ursprüngliche Schnitte zeichnen den Look der Modeartikel und Accessoires aus.